# Dr. Richard Burke

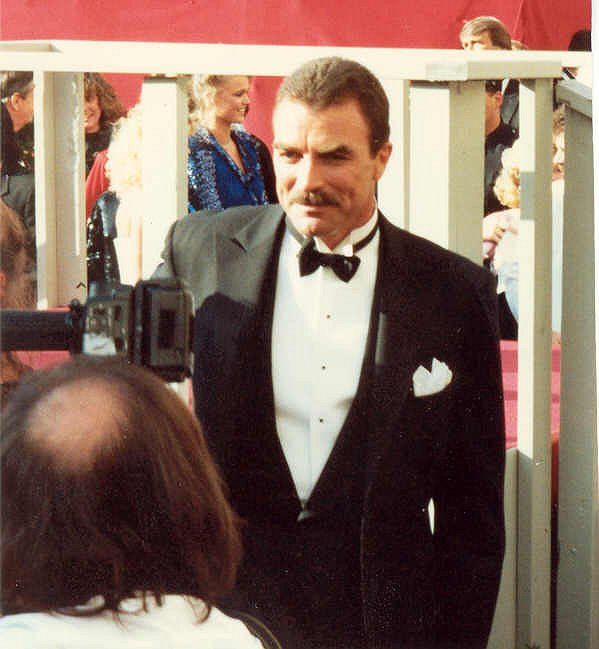
Richard Burke

Richard Burke este un personaj fictiv din serialul Friends, creat de David Crane și Marta Kauffman. Este interpretat de Tom Selleck. 
Richard este medic oftalmolog și este prieten cu Jack și Judy Geller. Este văduv și are un fiu, Timmothym, și el medic oftalmolog. Richard și Monica se îndrăgostesc, deși între ei este o diferență de 21 de ani, dar se despart când Monica află că Richard nu vrea să mai facă copii.